# 鄭金 (嘉靖進士)
鄭金（1527年—1575年），字伯純，號龍川，直隸河間府滄州南皮縣人，民籍，明朝政治人物。

## 生平
嘉靖二十二年（1543年）癸卯科順天府鄉試第七十六名舉人。嘉靖四十四年（1565年）中式乙丑科會試第一百九十一名，三甲第二百一十名進士。通政司观政，本年十二月授平原知县，隆慶三年（1569年）四月升户部主事，萬曆三年（1575年）卒。

## 家族
曾祖鄭喜；祖父鄭富；父鄭宗學，贈知县；母李氏，贈孺人；繼母孫氏。弟鄭鍾、鄭銘、鄭錡、鄭釴、鄭錢。